# Борисов, Павел Гаврилович
Павел Гаврилович Борисов (1889, Зеленга, Астраханская губерния — 31 января 1973) — советский ихтиолог, биолог, доктор биологических наук, лауреат Сталинской премии.

## Биография
Родился в 1889 году в рыбацком поселке Зеленга Астраханской губернии.
После окончания в Астрахани средней школы уехал в Петербург. В 1910—1911 гг. слушатель Петербургских курсов по рыбоводству и рыболовству. С 1911 г. студент агрономического отделения Рижского политехнического института, который в 1915 г. был эвакуирован в Москву.
С 1916 г. ассистент кафедры общей и прикладной зоологии своего вуза, реорганизованного затем в Иваново-Вознесенский политехнический институт. В 1918—1930 гг. читал курс общей зоотехнии.
С 1930 по 1962 г. профессор Московского института рыбной промышленности и рыбного хозяйства. Был заместителем директора института, деканом ихтиологического факультета и зав. кафедрой ихтиологии и сырьевой базы.
Также работал в НТС Главной государственной инспекции по охране рыбных запасов и регулированию рыболовства при Совете Министров РСФСР (1957—1962), Оргбюро Всесоюзного гидробиологического общества (1947—1954), Ихтиологической комиссии АН СССР, Министерстве рыбной промышленности и Государственном комитете по рыбному хозяйству при Совнархозе СССР (1962—1963).
В 1950—1964 депутат Моссовета.
Доктор биологических наук. Автор многочисленных печатных работ, опубликованных в 1913—1964 гг.
Умер 31 января 1973 г. после продолжительной болезни. Похоронен на Донском кладбище.

## Награды
Награждён орденом «Знак Почёта» (1945) за образцовое выполнение заданий правительства по снабжению Красной Армии и специальных заданий командования РККА. За многолетнюю научно-педагогическую деятельность награждён орденом Ленина.
Сталинская премия 1952 года — за разработку и внедрение в промышленность нового способа промысловой разведки и лова рыбы при помощи подводного электроосвещения.

## Некоторые публикации
- Диковинные рыбы [Текст] Калининград : Кн. изд-во, 1960
- Из истории научно-промысловых ихтиологических исследований на морских и пресных водоемах СССР [Текст] / Проф. П. Г. Борисов Москва : Высш. школа, 1960
- Краткое наставление по лову каспийской кильки на электрический свет [Текст] / проф. П. Г. Борисов Москва : Пищепромиздат, 1951
- Лов рыбы при помощи электрического света [Текст] / Проф. П. Г. Борисов Москва : Пищепромиздат, 1950 (тип. Моск. картонажной ф-ки)
- Научно-промысловые исследования на морских и пресных водоемах [Текст] Москва : Пищевая промышленность, 1964
- Определитель промысловых рыб СССР : [Текст] : [Учеб. пособие для ихтиол. специальностей вузов] / Авт.: проф. П. Г. Борисов, доц. Н. С. Овсянников Москва : Пищевая промышленность, 1964
- Определитель промысловых рыб СССР [Текст] : [Учеб. пособие для вузов рыбной промышленности] / Проф. П. Г. Борисов, доц. Н. С. Овсянников Москва : Пищепромиздат, 1958
- Определитель промысловых рыб СССР [Текст] / проф. П. Г. Борисов и доц. Н. С. Овсянников ; Кафедра ихтиологии и сырьевой базы Моск. техн. ин-та рыбной пром-сти им. А. И. Микояна Москва : Пищепромиздат, 1954
- Определитель промысловых рыб СССР [Текст] / проф. П. Г. Борисов и доц. Н. С. Овсянников ; Кафедра ихтиологии и сырьевой базы Моск. техн. ин-та рыбной пром-сти им. А. И. Микояна. Москва : Пищепромиздат, 1951
- Применение искусственного света в мировой рыбодобывающей промышленности [Текст] / М-во рыбной пром-сти СССР. Техн. упр. Рыбная пром-сть за рубежом Москва : [б. и.], 1956
- Сырьевая база рыбной промышленности СССР [Текст] : [Учеб. пособие для вузов рыбной пром-сти] / Проф. П. Г. Борисов, доц. А. С. Богданов Москва : Пищепромиздат, 1955
- Сырьевая база рыбной промышленности СССР [Текст] : [Учеб. пособие для вузов рыбной пром-сти] / Проф. П. Г. Борисов, доц. А. С. Богданов. Ч. 2